# 가라스정
가라스정(香良洲町)은 일본 미에현 쓰시의 주소지이다. 2006년 1월 1일에 구·쓰시 등 10시정촌에서 합병할 때까지는, 원래 이치시군 가라스정에 있었다. 우편번호는 514-03xx로, xx 부분은 가라스초의 통칭 지명별로 설정돼 있다.
쌀과 배를 재배하는 농업과 연안어업과 김의 양식이 주체인 수산업을 주업으로 한다

## 지리
쓰시의 남동부에 위치한다. 가라쓰 전역이 운데강과 이세만에 접한 삼각주(델타 지대)이다.운출천 후루카와 강이 북쪽을, 운출천이 남쪽을 흐르고 동쪽은 이세 만에 접한다. 무로마치 시대 후기에 발생한 메이오 지진에 의해 운데 강의 본류가 현유로(現流路)로 바뀌었다고 구전(口傳)이 있다.마을 영역은 평탄하며, 최고점에서도 3.9m이며 해발 0m를 밑도는 지역도 존재한다. 동서 1.85km, 남북 2.72km. 쓰 시가지로부터 약 10km이며, 교외 통근 농촌으로 되어 있다. 마을이나 밭은 자연 제방 상에 입지하고 있으며, 특히 마을 서쪽에 비교적 집중되어 있다.
이세완만은 이세노우미 현립 자연공원으로 지정되어 있어 조개잡이와 해수욕으로 흥청거린다.걸프 만은 가라스우라(一志浦, 야노우라)라 불리지만, 1961년(1951년) 방조제 건설로 예전의 백사청송 경관은 상실되었다.
북쪽은 츠시 운데 강관쵸, 서쪽은 쓰시 운데 이쿠라즈정, 남쪽은 마츠자카시 오노에초·호시아이초·고슈초와 접한다.구 이치시군 가라스초는 쓰시와 마쓰자카시(구 이치시군 미쿠모정)와 접하고 있었다.
가라스정(香良洲町)은 미에현 이치시군에 설치되었던 정이다.

## 역사
메이지 시대에 이루어서는 야노촌(矢野村)이 단독으로 촌제를 설치하였고, 1929년에는 정제 시행과 동시에 가라스정으로 개칭하였다. 쓰시로의 통근자를 위한 위성도시로서 인구가 증가하여 정으로 승격했고 1916년에 가라스대교가 가설되었다
1942년 8월 1일에 미에 해군 항공대가 놓여졌으며. 건물은 무라노 후지오가 설계했다. 미에 해군 항공대는 가라스정 면적의 3분의 1을 차지하는 광대한 부지를 가지고 있으며, 건설 시에는 카라스마치 앞바다의 해저 모래를 넣어 약 2m정도 부피를 늘렸다고 한다. 1946년부터 막사가 미에 사범학교(후에 미에 대학 학예학부 가라스 분교가 되어 가미하마 캠퍼스로 통합)로 전용되었으며, 1947년에는 가라스 정립 가카이 중학교(현재의 쓰시립 가카이 중학교)가 개교했다[8].고카이 중학교는 1962년에 사쿠라정으로 이전했다.
전후에는 교육이나 복지도 발전해, 1977년에는 중앙 공민관이 건설되었다. 가라스정 동사무소(현재의 쓰시청 가라스 종합지소)는 1969년에 신축 이전했다. 1994년 8월, 산델타 가라스 완성, 같은 해 9월에 관내에 반짝이는 도서관이 개관했다. 1997년에 가라스정 최초의 본격적인 유적 발굴 작업이 가라스 니시야마 유적에서 실시되었다.
2006년 1월 1일, 쓰시 등 9개 시정촌과 합병하여, 새로운 쓰시의 일부가 되어, 정촌제 시행 이래의 단독 행정에 막을 내렸다. 마지막 촌장은 스즈키 이치시가 맡았다. 2012년 4월 17일, 미에 해군 항공대를 시작으로 전쟁과 평화에 대해 전시하는 쓰시 카라스 역사자료관이 개수공사를 마치고 재개관했다.